# Назарет (подводная банка)
Назарет — подводная банка, часть обширного подводного Маскаренского плато. Банка находится в 1040 км к востоку от северного Мадагаскара и 140 км к северо-востоку от Каргадос-Карахос, принадлежащего Маврикию, в исключительную экономическую зону которого и попадает, вместе с банкой Сая-де-Малья (280 км к северу). Банка имеет размеры 176 км в меридиональном направлении и 87 км — в широтном, площадь около 11 тысяч км².